# Santo Cristo (Rio Grande do Sul)
Santo Cristo é um município brasileiro na Fronteira Noroeste do estado do Rio Grande do Sul, da Região Turística Rota do Rio Uruguai.  É o município reconhecido, por lei estadual, como Penta Campeão da Produção de Leite e Suínos do Rio Grande do Sul.

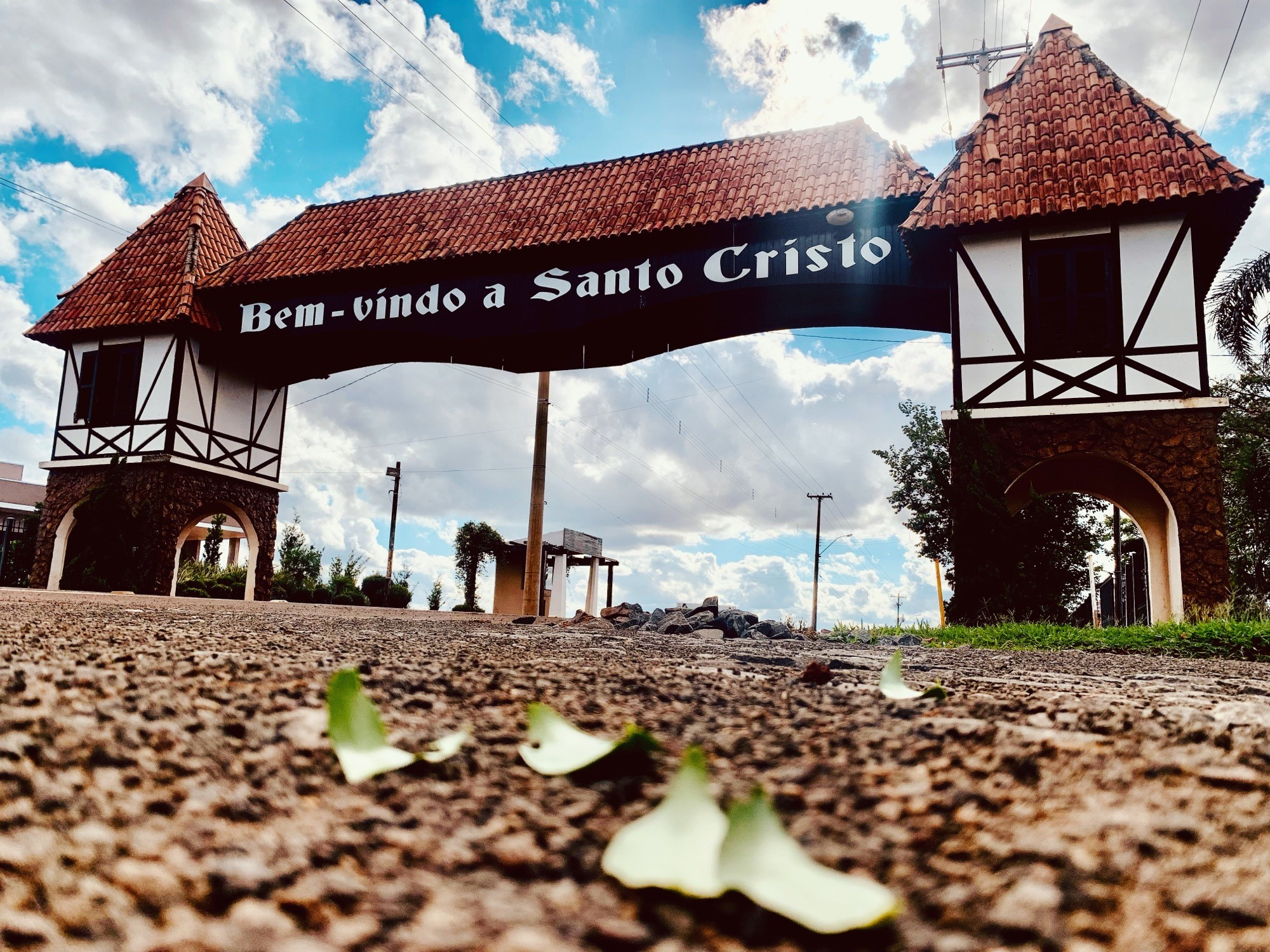

## Geografia
Localiza-se a uma latitude 27º49'26" sul e a uma longitude 54º39'46" oeste, estando a uma altitude de 283 metros. Distante 544 km da capital, Porto Alegre. Sua população estimada em 2004 era de 14 902 habitantes.

## Economia
A economia do município baseia-se na produção de soja, milho e trigo, além de ser o campeão gaúcho na produção leiteira e de suínos.
Abriga, ainda, a matriz de grandes empresas de atuação comercial e industrial. Destaca-se, também, no turismo, com parque aquático de grande circulação e, ainda, hotel-fazenda, com estrutura de expressão para o mercado de turismo rural. Além de outros balneários menores.
Possui indústrias alimentícias como a Doceoli Alimentos, Tchê Milk, Frango do Paulinho, Philippsen Carnes. Também diversos restaurantes, bares e lancherias.

## Turismo
Na entrada da cidade, o portal exalta a produção agrícola do município. Pouco adiante, o pórtico, em estilo alemão e junto ao monumento a São Cristóvão, dá as boas-vindas aos visitantes. No dia 13 de novembro de 2024, um caminhão-caçamba transitava em direção ao Centro da cidade, quando a caçamba do veículo se elevou e atingiu em cheio o pórtico, com o impacto, toda a estrutura metálica veio ao chão. A empresa de caminhão que destruiu o pórtico, irá ressarcir a prefeitura.

## Cultura
A religião predominante no município é a católica, igreja matriz do município[carece de fontes?]com 73 metros de altura, é uma das maiores do estado, em imponente estilo neoclássico.
Apresenta uma respeitável produção cultural, com a atuação de entidades como a Sociedade Cultural Coral Santa Cecília, Grupo de Danças Folclóricas Alemãs Blumengarten, Os Quarteadores, o CTG Rancho da Amizade, Piquete Ponche Verde, Associação Artística e Literária Mário Quintana e Grupo Escoteiros Hawai.
É, tradicionalmente, povoado de colonização alemã, o que se faz visível através do perfil dos habitantes, que conservam o idioma e os costumes. Possui um grupo de dança folclórica alemã, o Blumengarten. A Festa Alemã, realizada no município, já é tradicional na região noroeste, tendo recebido, outrora, a visita de cidadãos alemães, integrantes de grupos de danças folclóricas.
O Festival de Interpretação da Canção (FIC) alcança abrangência para além das fronteiras do Rio Grande do Sul.
Os descendentes de italianos e espanhóis também são encontrados nessa região.

## Geografia
Compõem o município quatro distritos: Santo Cristo (sede), Vila Bom Princípio de Baixo, Sírio e Vila Laranjeira.